# Tailândia (Pará)
Tailândia é um município brasileiro do estado do Pará, pertencente à Mesorregião do Nordeste Paraense.
O município é atravessado de norte a sul pela PA-475, que lhe concede acesso a todo estado do Pará.

## Geografia
Localiza-se no norte brasileiro, a uma latitude 02º 56' 50" sul e longitude 48º 57' 11" oeste, estando a uma altitude de 460 metros do nível do mar e a 271 quilômetros da capital do estado, Belém. O município possui uma população estimada em 106.339 habitantes distribuídos em 4.430,477 km² de extensão territorial.
Limitando-se ao norte com o município de Acará, a leste de Tomé-açu, ao sul com Ipixuna e, a oeste, com o município de Moju e possui uma área de  Km2. O município possui, segundo a previsão do IBGE para 2026, mais de 112.100 habitantes. Teve sua emancipação política em 10 de maio de 1988.
Além da sede do município, Tailândia possui algumas vilas e povoados: as Vilas de Bom Jesus, Palmares, Nossa Senhora Aparecida, Aui-açú, Betel, Betânia, Cristo Rei, Nossa Senhora de Nazaré, comunidade Bom Remédio, Olho D'água, Santana I e II, São Francisco, Nova Canaã, São João, São Pedro, entre outras.

## História
Em fevereiro de 2008, a cidade foi palco de uma violenta manifestação contra forças de segurança, depois que o IBAMA encerrou as atividades de várias madeireiras ilegais na região, que era a maior fonte de renda da população na época.